# Phacopida
I Phacopida sono un ordine di trilobiti comparsi nel Cambriano Superiore (497 m.a.)
e si estinsero nel Devoniano superiore (359 m.a. )